# 小行星1733
小行星1733（1733 Silke）是一颗围绕太阳公转的小行星。1938年2月19日，阿爾弗雷德·博爾曼在海德堡发现了此天体。
該小行星以博爾曼的孫女西爾克·內克爾（Silke Neckel）命名。
这颗小行星的绝对星等为306.5927829818262等。